# Rahaman Ali
Rahaman Ali, nato Rudolph Arnett Clay (Louisville, 18 luglio 1943 – Louisville, 1º agosto 2025), è stato un pugile statunitense, fratello minore di Muhammad Ali.

## Biografia
Ali nacque il 18 luglio 1943 a Louisville, in Kentucky, 18 mesi dopo il fratello maggiore Cassius Jr., che successivamente cambiò il suo nome in Muhammad.
Nato con il nome di Rudolph Arnett, venne poi ribattezzato Rudolph Valentine dai suoi genitori e cambiò infine il suo nome in Rahaman a seguito della conversione all'Islam assieme al fratello maggiore.

## Carriera
Da professionista Ali combatté per 18 volte, vincendone 14 (di cui 7 per knockout), perdendone 3 e pareggiandone una. Si ritirò a seguito di due sconfitte consecutive, in una delle quali venne messo K.O. dal futuro attore della serie Superman, Jack O'Halloran.

### Dopo il ritiro
Nel 2014 pubblicò la sua autobiografia, That's Muhammad Ali's Brother! My Life on the Undercard, realizzata assieme a H. Ron Brashear. Nel 2019 pubblicò un secondo libro, My Brother, Muhammad Ali - The Definitive Biography, scritto assieme a Fiaz Rafiq.

### La morte
Morì a Louisville il 1º agosto 2025, due settimane dopo aver compiuto 82 anni.

## Risultati nel pugilato
| No. | Risultato | Record | Avversario        | Metodo | Data              | Round | Città         | Note                          |
| --- | --------- | ------ | ----------------- | ------ | ----------------- | ----- | ------------- | ----------------------------- |
| 18  | Sconfitta | 15-2-1 | Jack O'Halloran   | KO     | 13 settembre 1972 | 8     | San Diego     |                               |
| 17  | Sconfitta | 14-2-1 | Roy Wallace       | PTS    | 8 maggio 1972     | 10    | Niles         |                               |
| 16  | Pareggio  | 14–1-1 | Jasper Evans      | PTS    | 22 gennaio 1972   | 10    | Denver        |                               |
| 15  | Vittoria  | 14-1   | Joe Byrd          | TKO    | 16 settembre 1971 | 4     | Kalamazoo     |                               |
| 14  | Vittoria  | 13-1   | Harold Carter     | TKO    | 27 ottobre 1971   | 3     | Chicago       |                               |
| 13  | Vittoria  | 12-1   | Larry Beilfuss    | TKO    | 13 settembre 1971 | 2     | Milwaukee     |                               |
| 12  | Vittoria  | 11-1   | Carl Baker        | MD     | 30 aprile 1971    | 10    | Port of Spain |                               |
| 11  | Vittoria  | 10-1   | Peter Robinson    | TKO    | 23 aprile 1971    | 2     | Port of Spain |                               |
| 10  | Vittoria  | 9-1    | Stamford Harris   | PTS    | 16 aprile 1971    | 10    | Port of Spain |                               |
| 9   | Vittoria  | 8-1    | Clement Greenidge | PTS    | 9 aprile 1971     | 10    | Port of Spain |                               |
| 8   | Sconfitta | 7-1    | Danny McAlinden   | PTS    | 8 marzo 1971      | 6     | New York      |                               |
| 7   | Vittoria  | 7-0    | Howard Darlington | PTS    | 7 dicembre 1970   | 4     | New York      |                               |
| 6   | Vittoria  | 6-0    | Hurricane Grant   | KO     | 26 ottobre 1970   | 3     | Atlanta       |                               |
| 5   | Vittoria  | 5-0    | Tommy Howard      | UD     | 11 agosto 1970    | 10    | Miami         |                               |
| 4   | Vittoria  | 4-0    | Fairchild Hope    | TKO    | 11 febbraio 1966  | 2     | Nassau        |                               |
| 3   | Vittoria  | 3-0    | Buster Reed       | KO     | 25 maggio 1965    | 2     | Lewiston      |                               |
| 2   | Vittoria  | 2-0    | Levi Forte        | UD     | 28 aprile 1965    | 10    | Miami         |                               |
| 1   | Vittoria  | 1-0    | Chip Johnson      | PTS    | 25 febbraio 1964  | 4     | Miami         | Debutta tra i professionisti. |

## Esibizioni
| No. | Risultato  | Record  | Avversario   | Metodo | Data          | Round | Città       | Note                       |
| --- | ---------- | ------- | ------------ | ------ | ------------- | ----- | ----------- | -------------------------- |
| 1   | Esibizione | 0-0 (1) | Muhammad Ali | N/A    | 1 luglio 1972 | 2     | Los Angeles | Esibizione senza punteggio |